# 31903 Euniceyou
31903 Euniceyou è un asteroide della fascia principale. Scoperto nel 2000, presenta un'orbita caratterizzata da un semiasse maggiore pari a 2,7009731 UA e da un'eccentricità di 0,1843561, inclinata di 3,87738° rispetto all'eclittica.